# Tallaplomes

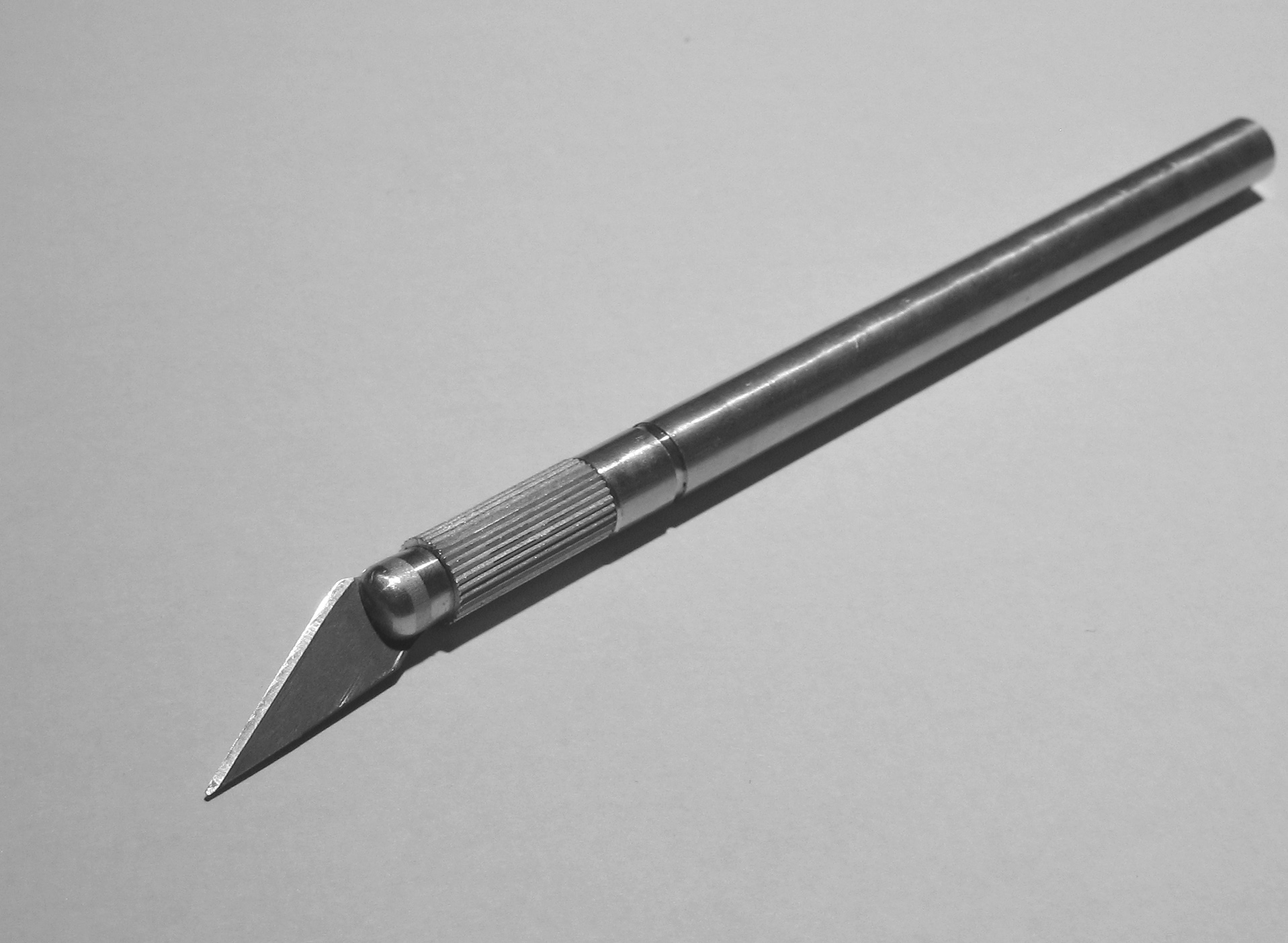
Tallaplomes modern

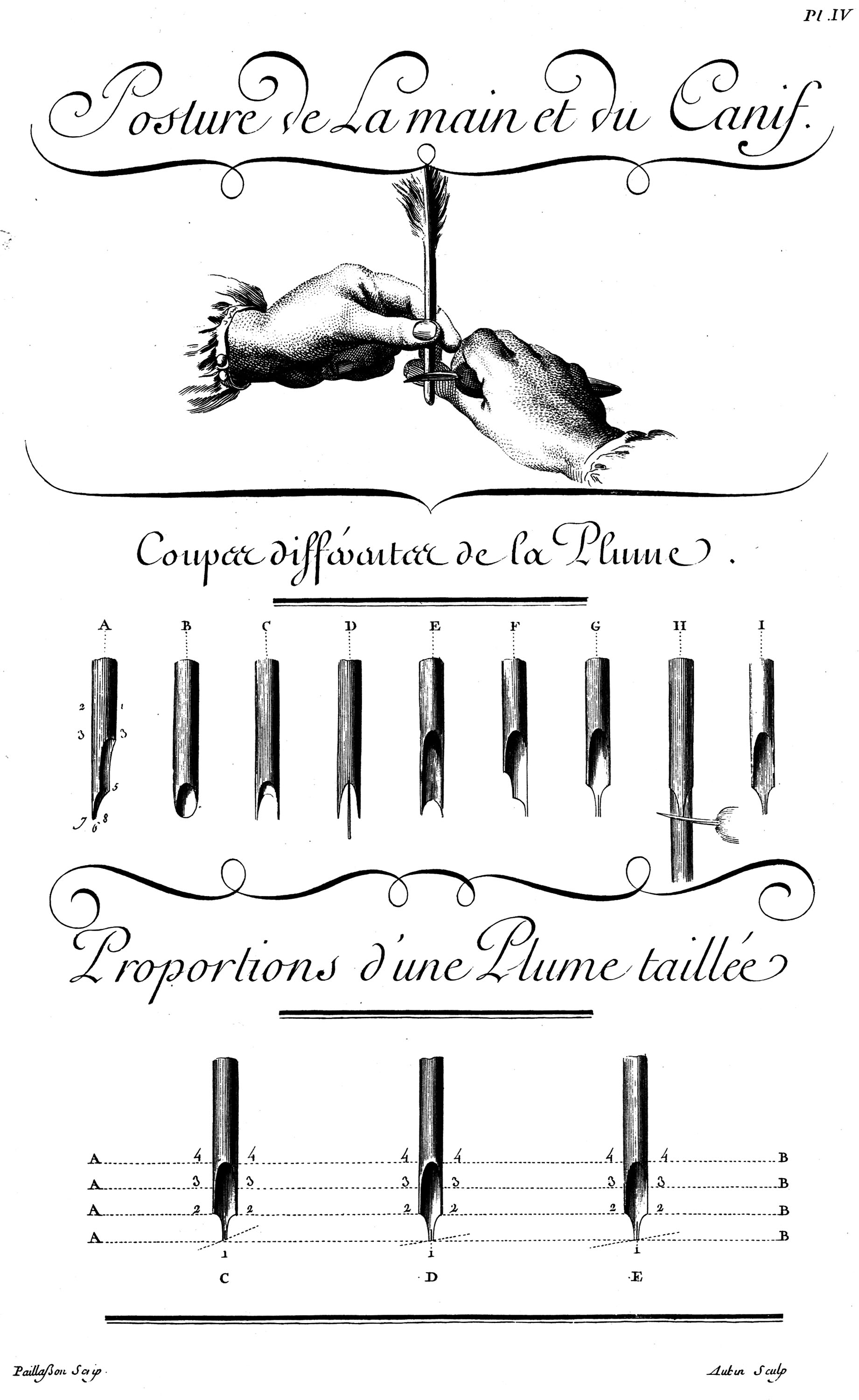
"Taille de la plume" – ‘’Encyclopédie de Diderot ‘’

Un tallaplomes o trempaplomes, són termes emprats per a definir un ganivet petit, en particular els que es feien servir antigament per a tallar les plomes d'escriure. Hi ha diversos tipus de tallaplomes de diferents grandàries, n'hi ha uns que són plegables i que la fulla en certs models es pot blocar una cop oberta, que reben el nom de navalles.
Encara que actualment "tallaplomes" sol ser sinònim de navalla de butxaca, a l'origen i com ho diu el nom, els tallaplomes eren utilitzats per a aprimar i "treure punta" a les plomes d'au, preparant-les per a fer-les servir com a plomes per a escriure i, més tard, per a reparar-les o tornar a treure'ls punta. No necessàriament tenien fulles plegables, sinó que s'assemblaven a un escalpel puix que tenien una fulla curta i fixa al cap d'un mànec llarg.

## Història
Els primers instruments per a tallar plomes d'ocell eren ganivets que probablement s'utilitzaven tant per a tallar les plomes com per a raspar el suport d'escriptura per a fer correccions, ja fos pergamí o paper. Va ser al segle XVII que va aparèixer l'especialització en els ganivets utilitzats per a aquestes dues tasques, tallaplomes i rascadors.

Els trempaplomes poden tenir fulla fixa bescanviable o plegar-se com un ganivet. Els mànecs dels trempaplomes poden estar fets de diversos materials nobles: fusta preciosa, plata, ivori.

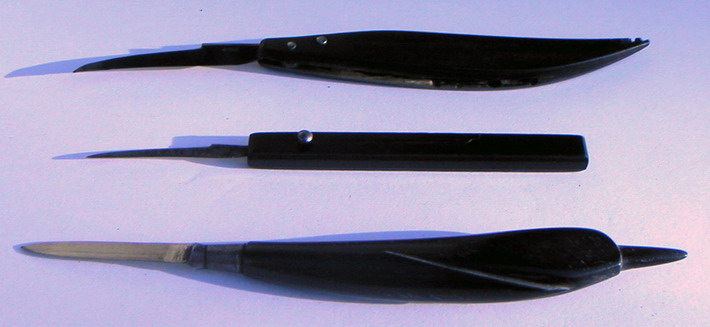
Trempaplomes especialitzats

Al segle xix es desenvolupà un "trempaplomes" específic per a aquest mester, que substituí els ganivets genèrics de tallar plomes. Té una dimensió menor que el ganivet i té una fulla, generalment en forma de falç. Alguns trempaplomes tenen fins a quatre fulles, cadascuna adaptada a una certa funció: eliminació de barbes o bàrbules, tall de la ploma, tall del bec, tall de la ranura.
La fulla de tallaplomes tenia una forma més fina i més corba per tal de poder tallar la ploma amb més facilitat. El mànec mateix va anar canviant d'una forma cilíndrica fins a una forma més plana amb una punta d'acer a un extrem, dissenyada per a poder tallar millor la ranura del bec.

### Trempaplomes catalans
Segons una obra especialitzada de l'any 1820, els millors trempaplomes eren de fabricació anglesa, mentre que els fabricats a Catalunya eren comparables als anglesos. Els tallaplomes francesos, alemanys o fets a Madrid eren de qualitat inferior.

## Trempaplomes mecànics

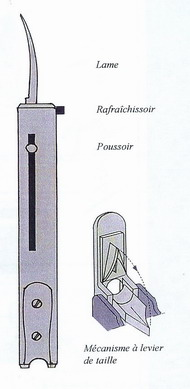
Trempaplomes tipus "tallaungles"

Els trempaplomes mecànics, que apareixen al segle xviii, permeten realitzar correctament les dues delicades operacions: el tall del bec i la realització de la ranura.
N'hi ha de guillotina o palanca, o en forma de "tallaungles".

### Trempaplomes mecànic tipus guillotina o palanca
- El trempaplomes mecànic de guillotina consta d'una matriu i un punxó format per dues fulles en forma de V per poder tallar el bec de la ploma i una fulla molt fina situada entre les dues fulles del punxo per fer la ranura.

- El trempaplomes mecànic de palanca pot ser de tipus pinces o de tipus tisora.

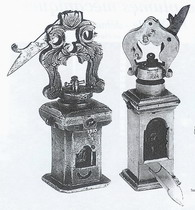
Trempaplomes mecànic de Guillotina- S. XVII - – Le Magasin Pittoresque 1878
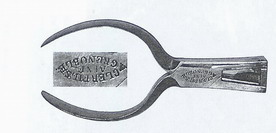
Trempaplomes mecànic de Palanca - tipus pinces - S. XIX
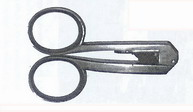
Trempaplomes mecànic de Palanca - tipus tisora - S. XIX

### Trempaplomes mecànic de tipus "tallaungles"

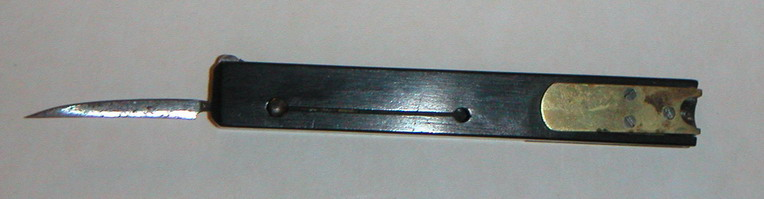
Trempaplomes de tipus "tallaungles"

El trempaplomes mecànic del tipus "tallaungles" avui dia és potser el més comú. Inclou, a part del mecanisme de tall, una fulla de ganivet per a preparar la ploma (desbarbar-la i tallar-la) i una guillotina "tallaungles" situada al costat de la fulla per poder tallar el bisell del final del bec.
Se'n poden trobar amb mànec de banús, però també d'ivori, d'os o de metalls preciosos.

## Segle XX

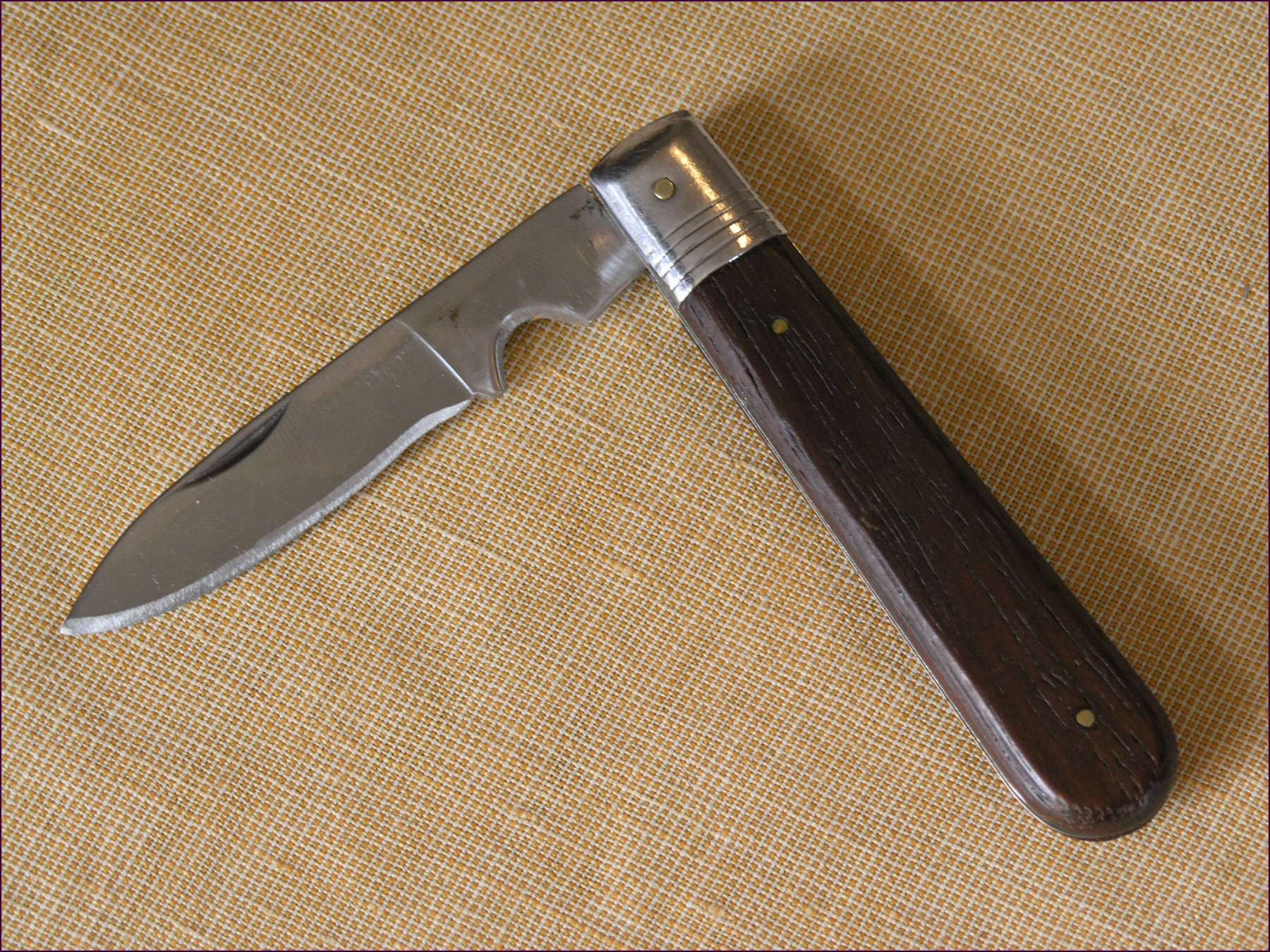
Un tallaplomes pleglable (navalla).

Avui dia, el terme tallaplomes es pot usar com a sinònim de navalla de butxaca i pot tenir una fulla o diverses, així com incorporar eines múltiples (eines addicionals amb un disseny prou enginyós).
En els cent darrers anys hi ha hagut una proliferació de ganivets multifunció amb fulles i ginys variats, que inclouen: barrines punxons, tisores, tallaungles, llevataps, pinces, escuradents, etc. La tradició continua amb la incorporació de dispositius moderns com ara bolígrafs, llanternes Led i memòries USB.
L'exemple més famós d'un tallaplomes multifunció és la navalla suïssa, algunes versions de la qual tenen dotzenes de funcions i en realitat són més una eina multiús plegable, amb una o dues fulles incorporades, que una navalla amb extres.